# Palaeomolis serarum
Palaeomolis serarum là một loài bướm đêm thuộc phân họ Arctiinae, họ Erebidae.